# Dick Jol
Pour les articles homonymes, voir Jol.
Dirk Zier Gerardus Jol dit Dick Jol, né le 29 mars 1956 à Schéveningue,  est un footballeur et arbitre néerlandais.

## Carrière de joueur
Il a joué plusieurs matchs dans le club néerlandais de NEC Nimègue, puis dans des clubs belges (KSC Menen, Royal Excelsior Mouscron, Berchem Sport et KV Courtrai).

## Carrière d'arbitre
Il a officié dans des compétitions majeures : 
- Coupe Umbro (1 match)
- Coupe Intertoto 1999 (finale)
- Coupe du monde de football des clubs 2000 (3 matchs dont la finale)
- Euro 2000 (3 matchs)
- Ligue des champions de l'UEFA 2000-2001 (finale)